# Eretmocerus mundus
Eretmocerus mundus är en stekelart som beskrevs av Mercet 1931. Eretmocerus mundus ingår i släktet Eretmocerus och familjen växtlussteklar. Inga underarter finns listade i Catalogue of Life.